# Гэлаохой
Гэлаохой (кит. 哥老會 «Общество старшего брата») или Гэдихои (кит.  «Общество братьев») — тайные антиманьчжурские общества, возникшие в Китае во 2-й половине XVII в. Состояли из крестьян и городской бедноты.
Руководителями были, как правило, шэньши. Основное требование гэлаохоев — «Долой (династию) Цин, восстановим (династию) Мин». В конце XIX в. активно выступали против деятельности иностранных миссионеров. Наибольшей активности достигли в Центральном и Восточном Китае. Принимали участие в период подготовки и проведения Синьхайской революции (1911—1913) против Цинской монархии.
Организация насчитывала сотни тысяч человек в 1930-е, поддерживали связи с коммунистами.
Гэлаохой продолжали быть влиятелной группой до 1949 года, когда к власти пришли коммунисты, после чего ушли с политической сцены.